# César Montúfar
César Montúfar Mancheno (Quito, 2 de octubre de 1964), político y catedrático ecuatoriano. Fue el fundador y líder del Movimiento Concertación (MC), una agrupación política de derecha, que fungió como su plataforma política personal desde 2007, hasta su desaparición, en 2021.
Bajo dicho movimiento, fue asambleísta por la provincia de Pichincha entre 2009 y 2013. Intentó ser reelecto en las elecciones legislativas de 2017, posteriormente fue candidato a la alcaldía metropolitana de Quito en 2019 y candidato presidencial en 2021, fracasando en las tres ocasiones, al obtener una ínfima votación.

## Actividad política
Inició su vida política como candidato a diputado y a asambleísta constituyente por el Movimiento Ciudadano Nuevo País, liderado por Freddy Ehlers, en el proceso Constituyente de 1998.
Posteriormente se desempeñó como Director Ejecutivo de la Corporación Participación Ciudadana entre 2002 y 2005, Esta organización constituyó la primera experiencia de monitoreo doméstico de los procesos electorales ecuatorianos de 2002 y 2004 con más de 2500 observadores ciudadanos voluntarios a nivel nacional. Además de ello, en ambas oportunidades estableció un monitoreo independiente del gasto electoral y desarrolló campañas de educación ciudadana por un voto responsable.
Para 2007, fundó su propia agrupación política, llamada Concertación Nacional Democrática (CND), con la que participó en las elecciones a la Asamblea Constituyente de 2007, encabezando la lista nacional de la CND y obteniendo apenas el 0,70 % de votos, sin lograr una curul. En 2009, cambió de estrategia, al presentarse a las elecciones legislativas de 2009 encabezando la lista provincial en vez de la nacional, obteniendo un escaño, el único que obtuvo la CND. Tras la promulgación de la Constitución de 2008, se dispuso que para antes de las elecciones de 2013 todos los partidos debían reinscribirse de acuerdo a la nueva ley, la CND empezó con la recolección de firmas para su reinscripción, no obstante, se vio implicada en el escándalo de las firmas falsas, en el que ciertas organizaciones políticas habían presentado firmas fraudulentas para lograr la cantidad mínima requerida; es así que el movimiento no logró conservar su registro electoral y fue eliminado del mismo en 2012.
A pesar de perder el registro electoral, el movimiento político de Montúfar se mantuvo activo, aunque perdió varias de sus principales figuras, como Mae Montaño y Juan Carlos Solines, quienes pasaron al recién fundado Movimiento CREO, de Guillermo Lasso. Inclusive Solines aceptó ser el binomio de Lasso en su candidatura presidencial, lo que provocó un cruce de versiones entre Solines y Montúfar, sobre si habían existido o no conversaciones previas para una coalición electoral de Concertación con CREO. Tras este impasse, Montúfar y su movimiento apoyarían a la candidatura de Mauricio Rodas.
El 29 de mayo de 2014 el Pleno del Consejo Nacional Electoral, recalificó a la agrupación política de Montúfar, rebautizada como Movimiento Concertación (MC), y otorgándole nuevamente la lista 51. En agosto del 2016, Montúfar y su tienda política se unieron a la coalición La Unidad, liderada por el alcalde de Guayaquil Jaime Nebot, aceptando a la candidata presidencial de la coalición Cynthia Viteri. Al ser disuelta la Unidad, Montúfar y Concertación ratificaron su apoyo a Viteri en las elecciones de 2017, mientras en las elecciones legislativas de 2017, participaron en solitario, con César Montúfar encabezando nuevamente la lista de asambleístas nacionales, obteniendo apenas 82.309 votos (el 1,01%), por lo que el movimiento nuevamente no obtuvo ninguna curul, a pesar de que Montúfar usó su acusación particular a Jorge Glas, en el Caso Odebrecht, como parte de su discurso "anticorrupción".
En el 2019, Montúfar participó en las elecciones del Distrito Metropolitano de Quito, como candidato a la alcaldía metropolitana. En aquella ocasión, quedó en cuarto lugar, con el 16,93 % de votos. Su última participación electoral fue en los comicios presidenciales de 2021, en los que debido a la falta de resultados, Montúfar buscó forjar alianzas electorales para las elecciones de 2021; es así que se consolidó una pequeña coalición, denominada Alianza Honestidad, en conjunto con el Partido Socialista Ecuatoriano. Dicha alianza lanzaría la candidatura presidencial de César Montúfar, teniendo como binomio a Julio Villacreses, del PSE. En esta vez, Montúfar obtuvo apenas 57.620 votos, quedándose en el duodécimo lugar, con el 0,62%. En el balotaje, César Montúfar anunció el apoyo de su movimiento a la candidatura de Lasso, Debido a los pobres resultados el MC fue finalmente disuelto en noviembre de 2021, lo que marcó el fin de la carrera política de César Montúfar.